# Paolo Pulici
Paolo Pulici (Roncello, 27 de Abril de 1950) é um ex-futebolista italiano. É o maior artilheiro da história do Torino com 172 gols.

## Carreira
Paolo Pulici representou a Seleção Italiana de Futebol, na Copa do Mundo de 1974 e 1978.

## Títulos
Torino
- Copa da Itália: 1971
- Campeonato Italiano: 1976

### Individuais
- Artilheiro do Campeonato Italiano: 1973 (17 gols); 1975 (18 gols); 1976 (21 gols)